# Clinopogon nicobarensis
Clinopogon nicobarensis là một loài ruồi trong họ Asilidae. Clinopogon nicobarensis được Schiner miêu tả năm 1868.